# Danh sách giám mục Trung Quốc còn sống
Giám mục người Trung Quốc hiện có khoảng 115 vị, bao gồm cả các giám mục tân cử, đương nhiệm và hồi hưu ở Trung Quốc, Hồng Kông, Ma Cao và Đài Loan.

## Danh sách giám mục theo tuổi

### Giới thiệu
Giáo hội Công giáo tại Trung Quốc và Công giáo tại Đài Loan hiện nay có khoảng 117 giám mục gồm giám mục bất hợp thức do chính quyền Trung Quốc phong và chưa được Tòa Thánh công nhận (số ít), còn lại là các giám mục được cả hai bên Tòa Thánh và Trung Quốc hay chỉ được Tòa Thánh công nhận, một số trường hợp là giám mục chưa được phía nào lên tiếng xác nhận và các giám mục Tân cử được giáo hội địa phương bầu cử nhưng chưa phong chức. Các trường hợp đặc biệt đó gồm hai giám mục "tự phong": Phaolô Đổng Quán Hoa (có trong danh sách) và Trương Quốc Thanh Zhang Guoqing được GM Đổng Quán Hoa tấn phong trái phép (không được liệt kê trong sanh sách này).

### Chú ý về danh sách
- Các chức vụ giám mục dưới đây theo quan điểm chính thức từ phía Tòa Thánh. Tuổi được xếp lấy từ nguồn G-Catholic. Các dòng năm sinh hoặc ngày sinh in nhỏ lấy từ nguồn Brender. Các giám mục không có tư liệu ngày sinh trang G-Catholic lấy nguồn Brender đánh dấu *.
- Chia nhóm giám mục:

Những giám mục không nền được Tòa Thánh công nhận hiệp thông, bổ nhiệm.
Những giám mục có nền màu hồng tím là giám mục chưa được Tòa Thánh công nhận hiệp thông, dĩ nhiên không công nhận chức giám mục.
Những giám mục có nền màu xanh đã hiệp thông với Rôma nhưng chưa được Tòa Thánh công nhận chức giám mục.
Giám mục có nền màu nâu nhạt là giám mục tự công bố mình được mật phong, nhưng hiện Tòa Thánh cũng như chính quyền chưa xác nhận.
Những giám mục có nền màu xanh lá nhạt là giám mục được Tòa Thánh hiệp thông, công nhận chức giám mục, nhưng chưa xác nhận, bổ nhiệm cụ thể vị trí mà Tòa Thánh mong muốn.
Giám mục có nền màu vàng nhạt là giám mục được tấn phong, nhưng Tòa Thánh lẫn chính quyền Trung Quốc không công nhận.
- Các giám mục của Giáo hội Công giáo Rôma bị chính quyền Trung Quốc sắp vào vị trí mà chính quyền mong muốn, chức vụ đó được in nghiêng, trường hợp Giáo hội chọn giám mục đó trước, sau chính quyền cũng công nhận thì không có kí hiệu gì.
- Cách sắp xếp:

Ưu tiên nguồn G-Catholic.
Nếu nguồn G-Catholic và Brender bổ sung cho nhau thì lấy phần bổ sung để xếp thứ tự (kí hiệu đánh dấu ^).
Chỉ có năm sinh sắp xếp tạm vị trí đầu năm đó, có tháng và năm sinh xếp đầu tháng đó.
Nếu có nhiều GM cùng năm sinh thì xét theo nguồn Brender mà xếp hạng.
Trường hợp vẫn trùng nhau, xét thời gian tấn phong trước xếp trước.

### Danh sách giám mục theo tuổi cách tương đối
- Danh sách tính đến thời điểm ngày 20 tháng 1 năm 2025.

| STT | Tên Giám mục                                                                    | Chức vụ Giáo phận | Ngày sinh và tuổi                                     | Ghi chú                                               |
| --- | ------------------------------------------------------------------------------- | --- | ----------------------------------------------------- | ----------------------------------------------------- |
| 01  | Giuse Hầu Quốc Dương 侯國揚 Josheph Hou Guo-yong Josheph Hou Guo-yang           | Nguyên GM thuộc Tổng giáo phận Trùng Khánh | 1922 (102–103 tuổi)*                                  | Tòa Thánh bãi chức. Không rõ còn sống hay đã qua đời. |
| 02  | Luca Lưu Hiến Đường 劉獻堂 Lucas Liu Hsien-tang Lucas Liu Xiantang              | Nguyên GM chính tòa Giáo phận Tân Trúc, Đài Loan | 21 tháng 12, 1928                                     |                                                       |
| 03  | Louis Dư Nhuận Thâm 余潤深 Louis Yu Run-shen Louis Yu Runchen                   | Nguyên GM chính tòa Giáo phận Hán Trung | 1929 (95–96 tuổi) 1 tháng 12, 1931                    |                                                       |
| 04  | Melchior Thạch Hồng Trinh C.M. 石鴻禎 / 石洪臣 Melchior Shi Hongzhen            | GM chính tòa Giáo phận Thiên Tân | 7 tháng 1, 1929 *                                     |                                                       |
| 05  | Tôma Triệu Khắc Huân 趙克勛 Thomas Zhao Ke-xun Thomas Zhao Duomo                | GM chính tòa Giáo phận Tuyên Hóa Nguyên GM Phụ tá Giáo phận Tuyên Hóa | 1930 (94–95 tuổi) 1924 (100–101 tuổi)*                |                                                       |
| 06  | Phêrô Trang Kiến Kiên 莊建堅 Peter Zhuang Jian-jian                             | Nguyên GM chính tòa Giáo phận Sán Đầu | 1930 (94–95 tuổi) 1931 (93–94 tuổi)                   |                                                       |
| 07  | Phêrô Trương Chí Dũng 張志勇 Peter Zhang Zhi-yong                               | Nguyên GM Phó Giáo phận Phượng Tường | 26 tháng 2, 1931 1 tháng 3, 1931                      |                                                       |
| 08  | Giuse Trần Nhật Quân S.D.B. 陳日君 Joseph Zen Ze-kiun                           | Hồng y Nguyên GM chính tòa Giáo phận Hồng Kông | 13 tháng 1, 1932                                      |                                                       |
| 09  | Giacôbê Tô Triết Dân 蘇哲民 James Su Zhi-min                                    | GM chính tòa Giáo phận Bảo Định | 1 tháng 7, 1932 10 tháng 7, 1932                      | Mất tích từ 1997                                      |
| 10  | Placiđiô Bùi Vinh Quý 裴荣贵 Placidus Pei Rong-gui Placidus Pei Yong-gui        | Nguyên GM chính tòa Giáo phận Lạc Dương [Giáo phận Khai Phong*] | 1933 (91–92 tuổi) ? * 1935 (89–90 tuổi)               | [ 3 ]                                                 |
| 11  | Giuse Triệu Phượng Xương 趙鳳昌 Joseph Zhao Feng-chang                          | GM chính tòa Giáo phận Dương Cốc | 8 tháng 2, 1934 ^                                     |                                                       |
| 12  | Giuliô Giả Trị Quốc 賈治國 Julius Jia Zhi-guo Julius Jia Zhi Cuo / Jia Shoushen | GM chính tòa Giáo phận Chính Định | 1 tháng 5, 1935 5 tháng 6, 1934                       |                                                       |
| 13  | Mátthia Cố Chinh 顧征 Matthias Gu Zheng                                         | GM Đại diện Tông Tòa Hạt Phủ doãn Tông Tòa Tây Ninh | 17 tháng 2, 1937 *                                    |                                                       |
| 14  | Nicôla Hàn Kỷ Đức 韓紀德 Nicholas Han Ji-de                                     | GM chính tòa Giáo phận Bình Lương | 1939 (85–86 tuổi) 4 tháng 6, 1940                     |                                                       |
| 15  | Gioan Thang Hán 湯漢 John Tong Hon                                              | Hồng y Nguyên GM chính tòa Giáo phận Hồng Kông | 31 tháng 7, 1939                                      |                                                       |
| 16  | Tôma Diệp Thăng Nam 葉勝男 Thomas Yeh Sheng-nan                                 | Nguyên Sứ thần Tòa Thánh tại Sri Lanka, Tunisia và Angeria | 26 tháng 6, 1941                                      |                                                       |
| 17  | Gioan Baotixita Tăng Kiến Thứ 曾建次 John Baptist Tseng Chien-tsi               | Nguyên GM Phụ tá Giáo phận Hoa Liên, Đài Loan | 11 tháng 12, 1942                                     |                                                       |
| 18  | Bosco Lâm Cát Nam 林吉男, Bosco Lin Chi-nan                                     | Tập tin:Giám mục hiệu tòa.png Nguyên GM chính tòa Giáo phận Đài Nam, Đài Loan · Nguyên GM phụ tá Giáo phận Cao Hùng, Đài Loan | 14 tháng 5, 1943                                      |                                                       |
| 19  | Gioan Hồng Sơn Xuyên S.V.D. 洪山川 John Hung Shan-chuan                         | Nguyên Tổng giám mục Tổng giáo phận Đài Bắc, Đài Loan Nguyên GM chính tòa Giáo phận Gia Nghĩa, Đài Loan | 20 tháng 11, 1943                                     |                                                       |
| 20  | José Lê Hồng Thăng 黎鴻昇 José Lai Hung-seng                                    | Nguyên GM chính tòa Giáo phận Ma Cao | 14 tháng 1, 1946                                      |                                                       |
| 21  | Phanxicô An Thụ Tân 安樹新 Francis An Shu-xin                                   | GM chính tòa Giáo phận Bảo Định GM Phó Giáo phận Bảo Định | 16 tháng 7, 1949                                      |                                                       |
| 22  | Augustinô Thôi Thái 崔泰 Augustino Cui Tai                                      | Giám mục Phó Giáo phận Tuyên Hóa | 1950 (74–75 tuổi)^                                    |                                                       |
| 23  | Gioan Baotixita Vương Nhã Hàn 王若翰 John Baptist Wang Rou-han                  | GM chính tòa Giáo phận Khang Định | 19 tháng 5, 1950 *                                    |                                                       |
| 24  | Phêrô Lưu Chấn Trung 劉振忠 Peter Liu Cheng-chung                               | GM chính tòa Giáo phận Cao Hùng, Đài Loan Hàm Tổng giám mục Nguyên GM chính tòa Giáo phận Gia Nghĩa, Đài Loan | 12 tháng 4, 1951                                      |                                                       |
| 25  | Tôma Chung An Trụ 鍾安住 Thomas Chung An-zu                                     | Tổng giám mục Tổng giáo phận Đài Bắc Nguyên GM chính tòa Giáo phận Gia Nghĩa, Đài Loan Nguyên GM Phụ tá Tổng giáo phận Đài Bắc, Đài Loan | 7 tháng 8, 1952                                       |                                                       |
| 26  | Gioan Phòng Hưng Diệu 房興耀 John Fang Xing-yao                                 | GM chính tòa Giáo phận Nghi Châu GM Giám quản Tông Tòa Giáo phận Yên Đài | 5 tháng 6, 1953 ^                                     |                                                       |
| 27  | Giacôbê Lưu Đan Quế 劉丹桂 James Liu Tan-kuei                                   | Nguyên GM chính tòa Giáo phận Tân Trúc, Đài Loan Nguyên GM Phụ tá Tổng giáo phận Đài Bắc, Đài Loan | 11 tháng 6, 1953                                      |                                                       |
| 28  | Philípphê Hoàng Triệu Minh 黃兆明 Philip Huang Chao-ming                        | GM chính tòa Giáo phận Hoa Liên, Đài Loan Nguyên GM Phụ tá Giáo phận Cao Hùng, Đài Loan | 23 tháng 8, 1954                                      |                                                       |
| 29  | Phêrô Cận Lộc Cương 靳禄岗 Peter Jin Lu-gang                                    | GM Chánh tòa Giáo phận Nam Dương Giám mục Phó Giáo phận Nam Dương | 1955 (69–70 tuổi)*                                    |                                                       |
| 30  | Gioan Trương Khánh Thiên 張慶天 John Zhang Qing-tian                            | GM Đại diện Tông Tòa Hạt Phủ doãn Tông Tòa Dịch Huyện GM Phụ tá Hạt Phủ doãn Tông Tòa Dịch Huyện | 1955 (69–70 tuổi)* 24 tháng 9, 1956                   |                                                       |
| 31  | Stêphanô Lý Bân Sinh 李斌生 Stephen Lee Bun Sang                                | GM chính tòa Giáo phận Ma Cao Nguyên GM Phụ tá Giáo phận Hồng Kông | 10 tháng 11, 1956                                     |                                                       |
| 32  | Phaolô Đổng Quan Hóa 董冠華 Paul Dong Guanhua                                   | GM chính tòa Giáo phận Chính Định | 1958 (66–67 tuổi)*                                    |                                                       |
| 33  | Phanxicô Xaviê Kim Ngưỡng Khoa 金仰科 Francis Xavier Jin Yang-ke                | GM chính tòa Giáo phận Ninh Ba | Tháng 1 năm 1958                                      |                                                       |
| 34  | Giuse Ngụy Cảnh Nghĩa 魏景義 Joseph Wei Jing-yi                                 | GM Đại diện Tông Tòa Hạt Phủ doãn Tông Tòa Tề Tề Cáp Nhĩ | 28 tháng 5, 1958 ^                                    |                                                       |
| 35  | Phaolô Tô Vĩnh Đại 蘇永大 Paul Su Yong-da                                       | GM chính tòa Giáo phận Bắc Hải | 6 tháng 7, 1958 1955 (69–70 tuổi)                     |                                                       |
| 36  | Gioan Baotixita Lý Khắc Mẫn 李克勉 John Baptist Lee Keh-mien                    | GM chính tòa Giáo phận Tân Trúc, Đài Loan | 23 tháng 8, 1958                                      |                                                       |
| 37  | Nobert Phổ Anh Hùng 浦英雄 Norbert Pu Ying-hsiung                               | GM chính tòa Giáo phận Tân Trúc, Đài Loan | 26 tháng 8, 1958                                      |                                                       |
| 38  | Giuse Hàn Anh Tiến 韓英進 Joseph Han Ying-jin                                   | GM chính tòa Giáo phận Tam Nguyên | 20 tháng 11, 1958                                     |                                                       |
| 39  | Vinh Sơn Quách Hy Cẩm 郭希錦 Vincent Guo Xi-ming Vicanet guo Xi-jin             | GM Phụ tá Giáo phận Phúc Ninh | 20 tháng 12, 1958                                     |                                                       |
| 40  | Giuse Hạ Chí Thành 夏志誠 Joseph Ha Chi-shing                                   | GM Phụ tá Giáo phận Hồng Kông | 4 tháng 3, 1959                                       |                                                       |
| 41  | Phaolô Vương Huân Diệu Tạm dịch 王辉耀 (?) Paul Wang Hui-yao                    | / GM thuộc Giáo phận Chu Trất | 9 tháng 8, 1959 *                                     |                                                       |
| 42  | Martinô Tô Diệu Vấn 蘇耀文 Martin Su Yao-wen;                                   | GM chính tòa Giáo phận Đài Trung, Đài Loan | 9 tháng 11, 1959                                      |                                                       |
| 43  | Gioan Trần Thương Bảo 陳蒼保 John Chen Cang-bao                                 | GM Giám quản Tông Tòa Giáo phận Nhiệt Hà Nguyên GM Phó Hạt Phủ doãn Tông Tòa Dịch Huyện | 1960 (64–65 tuổi)*                                    |                                                       |
| 44  | Ignatiô Chiêm Tư Lộc 詹思祿 Ignatius Zhan Si-lu                                 | GM chính tòa Giáo phận Phúc Ninh | 13 tháng 3, 1961 ^                                    |                                                       |
| 45  | Mêthôđiô Khuất Ái Lâm 屈蔼林, Methodius Qu Ai-lin                               | Tổng giám mục Tổng giáo phận Trường Sa GM Giám quản Tông Tòa Giáo phận Nguyên Lăng GM Giám quản Tông Tòa Giáo phận Hoành Châu GM Giám quản Tông Tòa Giáo phận Thường Đức GM Giám quản Tông Tòa Hạt phũ doãn Tông Tòa Bảo Khánh GM Giám quản Tông Tòa Hạt Phủ doãn Tông Tòa Vĩnh Châu GM Giám quản Tông Tòa Hạt phủ doãn Tông Tòa Nhạc Dương GM Giám quản Tông Tòa Hạt Phủ doãn Tông Tòa Tương Đàm GM Giám quản Tông Tòa Hạt Phũ doãn Tông Tòa Lễ Huyện | Tháng 5 năm 1961                                      |                                                       |
| 46  | Gioan Vương Nhã Vọng 王若望 John Wang Ruo-wang                                  | Giám mục chính tòa Giáo phận Thiên Thủy | 1962 (62–63 tuổi) 1961 (63–64 tuổi)                   |                                                       |
| 47  | Giuse Đàm Yến Toàn 譚燕全 Joseph Tan Yan-quan                                   | Tổng giám mục Tổng giáo phận Nam Ninh | 13 tháng 4, 1962 ^                                    |                                                       |
| 48  | Giuse Từ Hoành Căn 徐宏根 Joseph Xu Hong-gen                                    | Giám mục chính tòa Giáo phận Tô Châu | Tháng 4 năm 1962                                      |                                                       |
| 49  | Phaolô Mạnh Thanh Lộc 孟青祿 Paul Meng Qing-lu                                  | Tổng giám mục Tổng giáo phận Tuy Viễn | 22 tháng 6, 1962 23 tháng 6, 1962                     |                                                       |
| 50  | Phêrô Đinh Lệnh Bân 丁令斌 Peter Ding Lingbin                                   | Giám mục chính tòa Giáo phận Lộ An Giám mục Phó Giáo phận Lộ An | 20 tháng 7, 1962                                      |                                                       |
| 51  | Phêrô Phương Kiến Bình 方建平 Peter Fang Jian-ping                              | Giám mục chính tòa Giáo phận Vĩnh Bình | 25 tháng 11, 1962 ^                                   |                                                       |
| 52  | Tôma Trần Thiên Hạo 陳天浩 Thomas Chen Tian-hao                                 | Giám mục chính tòa Giáo phận Thanh Đảo | Tháng 12 năm 1962                                     |                                                       |
| 53  | Phanxicô Lục Tân Bình 陸新平 Francis Lu Xin-ping Francis Lu Zin-ping            | Tổng giám mục Tổng giáo phận Nam Kinh | 1963 (61–62 tuổi)                                     |                                                       |
| 54  | Phêrô Mao Khánh Phúc 毛庆福 Peter Mao Qing-fu                                   | GM Phụ tá (?) Giáo phận Lạc Dương | 1963 (61–62 tuổi) *                                   |                                                       |
| 55  | Phaolô Mạnh Ninh Hữu 孟寧友 Paul Meng Ningyou                                   | Tổng giám mục Tổng giáo phận Thái Nguyên | 8 tháng 1, 1963                                       |                                                       |
| 56  | Phêrô Phong Tân Mão 封新卯 Peter Feng Xin-mao                                   | GM chính tòa Giáo phận Cảnh Huyện | 21 tháng 1, 1963 1964 (60–61 tuổi)                    |                                                       |
| 57  | Giuse Hình Văn Chi 邢文之 Joseph Xing Wen-zhi)                                  | GM Phụ tá Giáo phận Thượng Hải | 17 tháng 4, 1963                                      |                                                       |
| 58  | Phêrô Thiệu Chúc Mẫn 邵祝敏 Peter Shao Zhu-min                                  | GM chính tòa Giáo phận Ôn Châu | 10 tháng 9, 1963 ^                                    |                                                       |
| 59  | Phaolô Lôi Thế Ngân 雷世銀 Paul Lei Shi-yin Paul Lei Chi-yin                    | Giám mục chính tòa Giáo phận Gia Định | 13 tháng 10, 1963                                     |                                                       |
| 60  | Giuse Đường Viễn Các 唐遠閣 Joseph Tang Yuan-ge                                 | GM chính tòa Giáo phận Thành Đô | 17 tháng 11, 1963                                     |                                                       |
| 61  | Mátthia Đỗ Giang 杜江 Matthias Du Jiang                                         | GM Đại diện Tông Tòa Hạt Phủ doãn Tông Tòa Lâm Đông | 20 tháng 11, 1963 23 tháng 11, 1963                   |                                                       |
| 62  | Giuse Lưu Tân Hồng 劉新紅 Josheph Liu Xin-hong                                  | GM chính tòa Giáo phận Vu Hồ | 1964 (60–61 tuổi)                                     |                                                       |
| 63  | Gioan Baotixita Lý Tô Quang 李穌光 John Baptist Li Su-guang                     | Tổng giám mục Tổng giáo phận Nam Xương | 1964 (60–61 tuổi) 1965 (59–60 tuổi)                   |                                                       |
| 64  | Giuse Hàn Chí Hải 韓志海 Joseph Han Zhi-hai                                     | Tổng giám mục Tổng giáo phận Lan Châu | 1964 (60–61 tuổi) 2 tháng 2, 1966                     |                                                       |
| 65  | Giuse Lý Liên Quý 李連貴 Joseph Li Lian-gui                                     | GM chính tòa Giáo phận Hiến Huyện | 26 tháng 1, 1964 ^                                    |                                                       |
| 66  | Phanxicô Thôi Khánh Kỳ, O.F.M 崔慶琪 Francis Cui Qing-qi                        | Tổng giám mục Tổng giáo phận Hán Khẩu | Tháng 2 năm 1964                                      |                                                       |
| 67  | Phêrô La Tuyết Cương 羅雪剛 Peter Luo Xue-gang                                  | GM chính tòa Giáo phận Tự Phủ | 20 tháng 2, 1964                                      |                                                       |
| 68  | Giuse Cam Tuấn Khưu 甘俊邱 Joseph Gan Jun-qiu                                   | Tổng giám mục Tổng giáo phận Quảng Châu | Tháng 4 năm 1964                                      |                                                       |
| 69  | Giuse Nhạc Phúc Sinh 岳福生 Joseph Yue Fu-sheng                                 | GM Đại diện Tông Tòa Hạt Đại diện Tông Tòa Cáp Nhĩ Tân | Tháng 4 năm 1964                                      |                                                       |
| 70  | Gioan Baotixita Dương Hiểu Đình 楊曉亭 John Baptist Yang Xiao-ting              | GM chính tòa Giáo phận Diên An | 9 tháng 4, 1964                                       |                                                       |
| 71  | Phaolô Lương Kiến Sâm 梁建森 Paul Liang Jian-sen                                | GM chính tòa Giáo phận Giang Môn | 6 tháng 5, 1964                                       |                                                       |
| 72  | Giuse Trần Công Ngao 陳功鰲 Joseph Chen Gong-ao                                 | GM chính tòa Giáo phận Thuận Khánh | 21 tháng 9, 1964                                      |                                                       |
| 73  | Phêrô Ngô Dịch Thuận 吳奕順 Peter Wu Yi-shun                                    | GM Hạt Đại diện Tông Tòa Thiệu Vũ | 7 tháng 12, 1964                                      |                                                       |
| 74  | Giuse Trương Hiến Vượng 張憲旺 Josheph Zhang Xian-wang                          | Tổng giám mục Tổng giáo phận Tế Nam | 12 tháng 1, 1965 ^                                    |                                                       |
| 75  | Giuse Lý Sơn 李山 Joseph Li Shan                                                | Tổng giám mục Tổng giáo phận Bắc Kinh | Tháng 3 năm 1965                                      |                                                       |
| 76  | Giuse Mã Anh Lâm 馬英林 Joseph Ma Ying-lin                                      | Tổng giám mục Tổng giáo phận Côn Minh | 22 tháng 4, 1965                                      |                                                       |
| 77  | Phêrô Lý Hội Nguyên 李会元 Peter Li Hui-Yuan                                    | GM chính tòa Giáo phận Phượng Tường | 10 tháng 11, 1965 10 tháng 10, 1965                   |                                                       |
| 78  | Antôn Diêu Thuận 姚顺 Anthony Yao Shun                                          | GM chính tòa Giáo phận Tập Ninh | Tháng 12 năm 1965                                     |                                                       |
| 79  | Gioan Bành Vệ Chiếu 彭衛照 John Peng Weizhao                                    | GM Phụ tá Tổng giáo phận Hán Khẩu Nguyên GM chính tòa Giáo phận Dư Giang | 1966 (58–59 tuổi)                                     |                                                       |
| 80  | Gioan Baotixita Vương Hiểu Huân 王曉勳 John Baptist Wang Xiao-xun               | GM Phó Đại diện Tông Tòa Hạt Phủ doãn Tông Tòa Hưng An Phủ | 19 tháng 1, 1966                                      |                                                       |
| 81  | Tađêô Vương Dược Thăng 王躍勝 Thaddeus Wang Yue-sheng                           | GM Chính tòa Giáo phận Trịnh Châu | 27 tháng 2, 1966                                      |                                                       |
| 82  | Gioan Lữ Bồi Sâm 呂培森 John Lu Pei-sen                                         | GM chính tòa Giáo phận Duyện Châu | 7 tháng 8, 1966                                       |                                                       |
| 83  | Giuse Liêu Hoành Thanh 廖宏清 Joseph Liao Hong-qing                             | GM chính tòa Giáo phận Gia Ứng | 9 tháng 8, 1966 *                                     |                                                       |
| 84  | Giuse Thái Bỉnh Thụy 蔡炳瑞 Joseph Cai Bing-rui                                 | GM chính tòa Giáo phận Hạ Môn | 15 tháng 9, 1966                                      |                                                       |
| 85  | Phêrô Lưu Căn Trụ 劉根柱 Peter Liu Genzhu                                       | GM chính tòa Giáo phận Hồng Động | 12 tháng 10, 1966                                     |                                                       |
| 86  | Gioan Lý Nhã Vọng 李若望 John Lee Juo-wang                                      | Nguyên GM chính tòa Giáo phận Đài Nam | 2 tháng 11, 1966                                      |                                                       |
| 87  | Giuse Trương Duy Trụ 張維柱 Joseph Zhang Wei-zhu                                | GM Đại diện Tông Tòa Hạt Phủ doãn Tông Tòa Tân Hương | 1967 (57–58 tuổi) 1956 (68–69 tuổi) 1959 (65–66 tuổi) |                                                       |
| 88  | Giuse Sử Song Hỷ 史雙喜 Josheph Shi Shuang-xi                                   | Nguyên GM Phụ tá Giáo phận Vĩnh Niên | 1967 (57–58 tuổi)^                                    |                                                       |
| 89  | Giuse Hoàng Bính Chương 黃炳章 Joseph Huang Bing-zhang                          | GM chính tòa Giáo phận Sán Đầu | Tháng 1 năm 1967                                      |                                                       |
| 90  | Antôn Đảng Minh Ngạn 黨明彥 Anthony Dang Ming-yan                               | Tổng giám mục Tổng giáo phận Tây An | 12 tháng 7, 1967                                      |                                                       |
| 91  | Giuse Tôn Kế Căn 孫繼根 Joseph Sun Ji-gen                                       | GM Phó Giáo phận Vĩnh Niên | 2 tháng 8, 1967                                       |                                                       |
| 92  | Phaolô Tiêu Trạch Giang 蕭澤江 Paul Xiao Ze-jiang                               | Tổng giám mục Tổng giáo phận Quý Dương | Tháng 10 năm 1967                                     |                                                       |
| 93  | Tađêô Mã Đạt Khâm 馬達欽 Thaddeus Ma Da-qin                                     | GM chính tòa Giáo phận Thượng Hải GM Phụ tá Giáo phận Thượng Hải Nguyên GM Phó Giáo phận Thượng Hải | 1968 (56–57 tuổi)                                     |                                                       |
| 94  | Giuse Quách Kim Tài 郭金才 Joseph Guo Jin-cai                                   | GM chính tòa Giáo phận Nhiệt Hà | 27 tháng 2, 1968                                      |                                                       |
| 95  | Phaolô Hà Trạch Thanh 何澤清 Paul He Ze-qing                                    | GM chính tòa Giáo phận Vạn Huyện | 17 tháng 3, 1968                                      |                                                       |
| 96  | Phaolô Cơ Tăng Duy Tạm dịch Paul Ji Zengwei                                     | / GM thuộc Giáo phận Thành Đô | 13 tháng 7, 1968 *                                    |                                                       |
| 97  | Tạm dịch 'Zhang Tong-li                                                         | GM chính tòa Giáo phận Thượng Hải | 19 tháng 9, 1968 *                                    |                                                       |
| 98  | Giuse Ngô Khâm Kính 吳欽敬 Joseph Wu Qin-jing                                   | GM chính tòa Giáo phận Châu Trất | 11 tháng 11, 1968                                     |                                                       |
| 99  | Giuse Lý Tinh 李晶 Joseph Li Jing                                               | GM chính tòa Giáo phận Ninh Hạ | 15 tháng 11, 1968                                     |                                                       |
| 100 | Giuse Đồng Trường Bình 同長平 Joseph Tong Chang-ping                            | GM Đại diện Tông Tòa Hạt Phủ doãn Tông Tòa Đồng Châu | 6 tháng 12, 1968 *                                    |                                                       |
| 101 | Phaolô Mã Tồn Quốc 馬存國 Paul Ma Cun-guo                                       | GM chính tòa Giáo phận Sóc Châu | 1969 (55–56 tuổi) 21 tháng 1, 1971                    |                                                       |
| 102 | Phaolô Bùi Quân Dân 裴軍民 Paul Pei Jun-min                                     | Tổng giám mục Tổng giáo phận Phụng Thiên | 2 tháng 2, 1969 ^                                     |                                                       |
| 103 | Giuse Thẩm Bân 沈斌 Joseph Shen Bin                                             | GM chính tòa Giáo phận Thượng Hải Nguyên GM chính tòa Giáo phận Hải Môn | tháng 2, 1970 (55 tuổi)                               |                                                       |
| 104 | Gioan Vương Nhân Lôi 王仁雷 John Wang Ren-lei                                   | GM chính tòa Giáo phận Từ Châu | tháng 4, 1970 (54 tuổi) 5 tháng 6, 1970               |                                                       |
| 105 | Giuse Dương Vĩnh Cường 楊永強 Joseph Yang Yong-qiang                            | () GM chính tòa (Tổng) giáo phận Hàng Châu GM chính tòa Giáo phận Chu Thôn | 11 tháng 4, 1970                                      |                                                       |
| 106 | Mátthêu Chân Tuyết Bân 甄雪斌 Matthew Zhen Xuebin                               | Tổng giám mục phó Tổng giáo phận Bắc Kinh | 10 tháng 5, 1970                                      |                                                       |
| 107 | Giuse Lôi Gia Bồi 雷家培 John Lei Jia-pei                                       | GM chính tòa Giáo phận Ninh Viễn | Tháng 6 năm 1970                                      |                                                       |
| 108 | Antôn Tôn Văn Quân 孫文君 Antonio Sun Wenjun                                    | GM chính tòa Giáo phận Duy Phường | Tháng 11 năm 1970                                     |                                                       |
| 109 | Giuse Trương Ngân Lâm 張銀林 Joseph Zhang Yin-lin                               | GM chính tòa Giáo phận Vệ Huy | 27 tháng 3, 1971                                      |                                                       |
| 110 | Antôn Lý Huy 李輝 Anthony Li Hui                                                | Giám mục phó Giáo phận Bình Lương | Tháng 5 năm 1972                                      |                                                       |
| 111 | Antôn Kí Vĩ Trung 冀偉忠 Anthony Ji Wei-Zhong                                   | GM chính tòa Giáo phận Lữ Lương | 3 tháng 8, 1973                                       |                                                       |
| 112 | Stêphanô Tư Hồng Vĩ 胥红伟 Stephen Xu Hongwei                                   | GM phó Giáo phận Hán Trung | Khoảng 16 tháng 1, 1975                               |                                                       |
| 113 | Bosco Triệu Kiến Chương 赵建章 Bosco Zhao Jian-zhang                            | Giám mục Phó Tân cử Giáo phận Thiên Thủy | Không có số liệu                                      |                                                       |
| 114 | Cosma Cát Thành Nghĩa 吉成义 Cosmas Ji Cheng-yi                                 | GM chính tòa Tân cử Giáo phận Trú Mã Điếm | Không có số liệu                                      |                                                       |
| 115 | Shi Guang-dong                                                                  | / GM thuộc Giáo phận Triệu Huyện | Không có số liệu                                      |                                                       |
| 116 | Shi Shou-jing                                                                   | GM chính tòa Giáo phận Trú Mã Điếm | Không có số liệu                                      |                                                       |

## Danh sách giám mục gốc Trung Quốc phục vụ tại ngoại quốc
| STT | Tên Giám mục                                                                   | Chức vụ Giáo phận | Ngày sinh và tuổi | Ghi chú |
| --- | ------------------------------------------------------------------------------ | --- | ----------------- | ------- |
| 01  | Ignatiô Uông Trung Chương 汪中璋 Ignatius Wang Zhong-zhang Ignatius Chung Wang | Nguyên GM Phụ tá Tổng giáo phận San Francisco,Hoa Kỳ                                                                                   | 27 tháng 2, 1934  |         |
| 02  | Savio Hàn Đại Huy S.D.B. 韩大辉 Savio Hon Tai-Fai                              | TGM Sứ thần Tòa Thánh tại Hy Lạp Tổng giám mục Thư kí Thánh bộ Phát triển Con người GM Giám quản Tông Tòa Giáo phận Agana, Guam,Hoa Kỳ | 21 tháng 10, 1950 |         |